# Врождённая гиперплазия коры надпочечников вследствие недостаточности 11-бета-гидроксилазы
Врождённая гиперплазия коры надпочечников вследствие недостаточности 11-бета-гидроксилазы - одно из группы заболеваний, связанных с недостаточной функцией ферментов стероидогенеза и объединяемых под названием «врождённые гиперплазии коры надпочечников». Данная разновидность гиперплазии вызывается мутацией гена CYP11B1, кодирующего фермент 11β-гидроксилазу, опосредующий одну из финальных стадий стероидогенеза - образование кортизола и кортикостерона.
Недостаточность 11-бета-гидроксилазы - вторая по частоте причина гиперплазии после недостаточности 21-гидроксилазы, она составляет 5-8% случаев расстройства.